# Valère Thiébaud
Valère Thiébaud (Neuchâtel, 26 januari 1999) is een Zwitsers wielrenner. Hij combineert zowel het wegwielrennen als het baanwielrennen. Hij reed in 2019 en 2020 voor de Zwitserse ploeg AKROS-Thömus.

## Palmares

### Wegwielrennen
2017
 Zwitsers kampioen op de weg, Junioren
 Zwitsers kampioen tijdrijden, Junioren

### Baanwielrennen
| Jaar    | ZK                                                                              | EK                                                       | WK                                                      | Overige                                    |
| Belofte | Belofte                                                                         | Belofte                                                  | Belofte                                                 | Belofte                                    |
| ------- | ------------------------------------------------------------------------------- | -------------------------------------------------------- | ------------------------------------------------------- | ------------------------------------------ |
| 2018    |                                                                                 | ploegenachtervolging · 6e achtervolging                  |                                                         |                                            |
| 2019    |                                                                                 | puntenkoers · ploegenachtervolging · 6e achtervolging    |                                                         |                                            |
| 2020    |                                                                                 | koppelkoers · 4e ploegenachtervolging · 7e achtervolging |                                                         |                                            |
| Elite   |                                                                                 |                                                          |                                                         |                                            |
| 2016    | 5e koppelkoers                                                                  |                                                          |                                                         |                                            |
| 2017    |                                                                                 |                                                          |                                                         |                                            |
| 2018    | achtervolging · koppelkoers · 7e puntenkoers · 10e omnium                       |                                                          | 6e ploegenachtervolging                                 |                                            |
| 2019    | puntenkoers · koppelkoers · 5e tijdrit · 7e achtervolging · 7e scratch          | 4e ploegenachtervolging                                  |                                                         |                                            |
| 2020    | koppelkoers · 4e achtervolging · 4e koppelkoers · 6e omnium · 10e scratch       |                                                          |                                                         | Driedaagse van Pordenone                   |
| 2021    | koppelkoers · 5e omnium                                                         | ploegenachtervolging                                     | 5e ploegenachtervolging 6e puntenkoers                  | Olympische Spelen: 8e ploegenachtervolging |
| 2022    | koppelkoers · scratch · achtervolging · omnium · puntenkoers · 7e tijdrit       | 5e ploegenachtervolging 6e achtervolging                 | 10e ploegenachtervolging 10e puntenkoers                |                                            |
| 2023    | omnium · afvalkoers · scratch · achtervolging · 4e koppelkoers · 4e puntenkoers | 7e ploegenachtervolging 10e omnium                       | 11e ploegenachtervolging 17e omnium 27e achtervolging   |                                            |
| 2024    | puntenkoers · omnium · 4e afvalkoers · 6e scratch                               | 6e achtervolging 8e ploegenachtervolging 9e scratch      | 7e ploegenachtervolging 8e koppelkoers 9e achtervolging |                                            |

## Ploegen
- 2018 –  IAM Excelsior
- 2019 –  AKROS-Thömus
- 2020 –  Akros-Excelsior-Thömus